# زنباء محزمة
زنباء محزمة (الاسم العلمي:Pangonius fasciatus) هو نوع من الحشرات يتبع جنس الزنباء من الفصيلة النعرية.